# Jean Franval
Pour les articles homonymes, voir Franceschi et Franval.
Jean Franceschi, dit Jean Franval, est un comédien et directeur d'acteurs français né le 7 novembre 1926 à Tarascon (Bouches-du-Rhône) et mort le 6 septembre 2016 à Arles.

## Biographie
Il est connu pour ses nombreux rôles de compositions, autant au cinéma qu'à la télévision. Il reste longtemps populaire à la suite de son interprétation du personnage de Vitalis, dans l'adaptation pour la télévision du roman d'Hector Malot, Sans famille, par Jacques Ertaud, en 1981.
Il était membre de la Grande Loge de France.

## Filmographie

### Cinéma
- 1956 : Fernand cow-boy de Guy Lefranc : un homme dans le saloon
- 1958 : Arènes joyeuses de Maurice de Canonge : le gardien de la paix
- 1958 : Le Sicilien de Pierre Chevalier : un garde du corps
- 1960 : Cocagne de Maurice Cloche : un habitué du café
- 1960 : Arrêtez les tambours de Georges Lautner : un Allemand
- 1962 : L'Amour avec des si  de Claude Lelouch : un policier
- 1963 : L'Honorable Stanislas, agent secret de Jean-Charles Dudrumet : un homme de Thirios
- 1963 : La Porteuse de pain de Maurice Cloche
- 1963 : D'où viens-tu Johnny ? de Noël Howard : Barthélémy
- 1964 : Le Journal d'une femme de chambre de Luis Buñuel : le facteur
- 1964 : La Femme spectacle de Claude Lelouch : le commissaire
- 1964 : Requiem pour un caïd de Maurice Cloche : un inspecteur
- 1966 : Monnaie de singe d'Yves Robert
- 1967 : La Loi du survivant de José Giovanni : le jardinier
- 1967 : L'Homme qui valait des milliards de Michel Boisrond : Larrieux
- 1967 : Le Fou du labo 4 de Jacques Besnard : un inspecteur de la DST
- 1968 : La Main noire de Max Pécas
- 1970 : Les Coups pour rien de Pierre Lambert : Camenfort
- 1970 : Heureux qui comme Ulysse d'Henri Colpi : Petit-Jean, le picador
- 1970 : Le Temps des loups de Sergio Gobbi : l'employé SNCF
- 1970 : Le Cercle rouge de Jean-Pierre Melville : le tenancier d'hôtel
- 1971 : L'Âne de Zigliara (Une drôle de bourrique) de Jean Canolle : le maire de Zigliara
- 1971 : Le Petit Matin de Jean-Gabriel Albicocco : un marin
- 1971 : Les Assassins de l'ordre de Marcel Carné : Sabatier, le médecin légiste
- 1971 : Les Petites Filles modèles de Jean-Claude Roy : Pinko, le peintre
- 1971 : La Cavale de Michel Mitrani
- 1972 : Le Viager de Pierre Tchernia : un invité du préfet de police
- 1973 : Les Hommes de Daniel Vigne
- 1973 : L'Insolent de Jean-Claude Roy : le commissaire
- 1973 : L'Emmerdeur d'Édouard Molinaro : le routier grande gueule
- 1974 : Toute une vie de Claude Lelouch : l'inspecteur de police
- 1977 : Arrête ton cinéma (Ne me touchez pas) de Richard Guillon
- 1978 : La Part du feu d'Étienne Périer
- 1979 : Les Égouts du paradis de José Giovanni : le vieux Joseph
- 1979 : Black Jack de Ken Loach : Black Jack
- 1979 : Bobo Jacco de Walter Bal : le grand-père de Lise
- 1980 : La Petite sirène de Roger Andrieux : Harcour, le patron du garage
- 1981 : Haute pression fraîcheur garantie de Jérôme Boivin - court métrage (20 min)
- 1981 : Fais gaffe à la gaffe !  de Paul Boujenah : le restaurateur
- 1982 : Transit de Takis Candilis
- 1984 : Le Voyage d'hiver  de Marian Handwerker : Borge
- 1984 : Le Juge de Philippe Lefebvre : Pinacchio
- 1984 : Le crime de la maison Grün de Renaud Saint-Pierre
- 1988 : Mon ami le traître de José Giovanni : Paul
- 1993 : Arène de Nicolas Cuche - court métrage (21 min)
- 1994 : Question de Point de Vue de Serge Trinquetaille - court métrage (7 min)
- 1999 : Le Soleil s'est noyé de Serge Trinquetaille - court métrage (37 min)  : Léo Belugue

### Télévision
- 1963 : La Route série télévisée de Pierre Cardinal
- 1963 : Commandant X - épisode : Le dossier boîte aux lettres (série télévisée) : Le géant
- 1965 : Rocambole de Jean-Pierre Decourt (feuilleton TV) - Épisode La Belle jardinière : Le géant
- 1965 : Les Aventures de Bob Morane - épisode : Le tigre des lagunes (série télévisée) : Miguel Vocera
- 1965 : Marie Curie - Une certaine jeune fille, téléfilm de Pierre Badel : un policier
- 1965 : Frédéric le gardian (série télévisée) : Sam
- 1966 : Cécilia, médecin de campagne (série télévisée)
- 1966 : En votre âme et conscience :  Pour l'honneur d'une fille de Claude Barma
- 1966 : La Grande Peur dans la montagne, téléfilm de Pierre Cardinal : Crittin
- 1966 : Mafia - Die ehrenwerte Gesellschaft (série télévisée) : Vito Genovese
- 1966 : Le Trompette de la Bérésina (série télévisée) : un pontonnier
- 1967 : Huckleberry Finn, téléfilm de Marcel Cravenne
- 1967 : La Princesse du rail (série télévisée) : le forgeron
- 1967 : Deux Romains en Gaule, téléfilm de Pierre Tchernia
- 1968 : Sylvie des 3 ormes (série télévisée) : Decormeilles
- 1968 : La Boniface, téléfilm de Pierre Cardinal : le docteur toulonnais
- 1968 : La Prunelle (série télévisée)
- 1969 : Allô Police - épisode : Le déjeuner de Suresnes (série télévisée) : Jules
- 1969 : Fortune (série télévisée)
- 1969 : Au théâtre ce soir : La Nuit du 9 mars, réalisation Pierre Sabbagh, au Théâtre Marigny : Sergent Gillman
- 1969 : Les Enquêtes du commissaire Maigret (série télévisée) - Épisode La Nuit du carrefour de François Villiers : l'aubergiste
- 1970 : Nemo, téléfilm de Jean Bacqué : Ned Land
- 1970 : Tête d'horloge, téléfilm de Jean-Paul Sassy
- 1970 : Les Cinq Dernières Minutes, épisode Les Mailles du filet de Claude Loursais
- 1971 : Donogoo, téléfilm de Yannick Andréi : Un actionnaire
- 1971 : Madame êtes-vous libre ? (série télévisée) : Le père de Raymond
- 1971 : Les Coups, téléfilm de Jacques Lefebvre
- 1971 : Tang d'André Michel (série télévisée) : Vicenti
- 1971 : Le père Noël est en prison, téléfilm de Pierre Gautherin
- 1971 : La Duchesse de Berry de Jacques Trébouta : le commissaire Joly
- 1972 : Irma la Douce, téléfilm de Paul Paviot : La Douceur
- 1972 : La Trève de Philippe Joulia
- 1972 : Le Rendez-vous des Landes, téléfilm de Pierre Gautherin : Le chef des gardes
- 1972 : La Fin et les moyens, téléfilm de Paul Paviot : L'athlète
- 1972 : L'Argent par les fenêtres, téléfilm de Philippe Joulia : Le boucher
- 1972 : Les Habits neufs du Grand-Duc, téléfilm de Jean Canolle : Le chambellan
- 1972 : L'Orchestre rouge (feuilleton TV) : Le général Suloparov
- 1973 : Un mystère par jour (série télévisée) - Épisode Les Dossiers du professeur Morgan : Gaston
- 1973 : La Regrettable absence de Terry Monaghan, téléfilm de Pierre Viallet : Le capitaine Mahoney
- 1973 : Joseph Balsamo d'André Hunebelle (feuilleton TV)
- 1973 : Les Cinq Dernières Minutes, épisode Un gros pépin dans le chasselas de Claude-Jean Bonnardot
- 1973 : L'Hiver d'un gentilhomme, téléfilm de Yannick Andréi : un brigand
- 1973 : L'Alphomega (feuilleton TV)
- 1973 : Les Sauvagines (Pour une poignée d'herbes sauvages) : Tonin
- 1973 : La Route au soleil, court métrage
- 1973 : La Duchesse d'Avila (feuilleton TV) : Marco di Salerno
- 1973 : Ton amour et ma jeunesse (feuilleton TV) : L'ami de Paul
- 1973 : Le Drakkar, téléfilm de Jacques Pierre : Paulo
- 1973 : La Ligne de démarcation - épisode 1 : Raymond, de Robert Mazoyer (série télévisée) : Le Marseillais
- 1974 : Drôle de graine , téléfilm de Henri Jouf : L'aubergiste
- 1974 : Sultan à vendre, téléfilm de Paul Paviot : L'inconnu
- 1974 : À vos souhaits... la mort, téléfilm de François Chatel : Julien Andelot
- 1974 : Air Atlantic 725, téléfilm de Robert Crible : Vitteaux
- 1974 : La Passagère, d'Abder Isker (série télévisée) : Hamelin
- 1974 : La Juive du Château-Trompette (feuilleton TV)
- 1975 : Aurore et Victorien (feuilleton TV) : Nicolas
- 1975 : La Vie de plaisance, téléfilm de Pierre Gautherin : Le patron du garage
- 1975 : Erreurs judiciaires (série télévisée) : Le journaliste
- 1976 : Comme du bon pain, série télévisée de Philippe Joulia, Louis Chardin
- 1976 : Le Sanglier de Cassis, téléfilm de Carlo Rim : Figatelli
- 1976 : Commissaire Moulin - épisode #1.5 : L'évadé (série télévisée) : Jo Braun
- 1977 : Cinéma 16 - Le Dernier des Camarguais, téléfilm de Jean Kerchbron : Baptiste-Maria Bréchu
- 1978 : Les Amours sous la Révolution (série télévisée) - Épisode La passion de Camille et Lucile Desmoulins : Le Marseillais
- 1978 : Le Vent sur la maison, téléfilm de Franck Appréderis : Le commissaire
- 1979 : Le Vérificateur (série télévisée) : Le père de Jean-Louis
- 1979 : Histoires insolites (série télévisée) : Le jovial
- 1979 : La Main coupée, téléfilm de Jean Kerchbron : Rossi
- 1980 : Les Dossiers de l'écran - Le Grand fossé, téléfilm de Yves Ciampi : Jacques Mérigaud
- 1980 : La Fin du Marquisat d'Aurel (feuilleton TV) : L'aubergiste de Carpentras
- 1980 : La Grande Chasse, téléfilm de Jean Sagols : Baptistin Dieuzal
- 1980 : Cinéma 16 - Le Secret de Batistin, téléfilm de Jean Maley : Jacquemille
- 1981 : Anthelme Collet ou Le brigand gentillhomme (feuilleton TV)
- 1981 : Sans famille (série télévisée) : M. Vitalis / Carlo Balzani
- 1982 : Le Château de l'Amaryllis, téléfilm de Henri Colpi : Léon
- 1982 : Marcheloup (feuilleton TV) : Ferrague
- 1982 : L'Adélaïde, téléfilm de Patrick Villechaize : Chantre
- 1983 : Le Crime de Pierre Lacaze, téléfilm de Jean Delannoy : Dr Thomassin
- 1983 : Fabien de la Drôme (série télévisée) : le patriarche
- 1983 : Les Cinq Dernières Minutes (série télévisée) - Épisode Rouge marine  de Jean-Pierre Desagnat : Baptiste Vignal
- 1984 : Le Petit manège de Daniel Tragarz : Moustache
- 1984 : Messieurs les jurés - épisodes 40 : L'Affaire Montagnac (série télévisée) : Alexandre Vandargues
- 1985 : Terre classée, téléfilm de Jacques Cornet : Antoine
- 1985 : Le Paria (série télévisée) : Antoine
- 1986 : L'Ombre des bateaux sur la ville, téléfilm de Jacques Krier : le père
- 1986 : Félicien Grevèche (feuilleton TV)
- 1987 : L'Heure Simenon - épisode #1.1 : Le temps d'Anaïs (série télévisée) : maître Douard
- 1987 : La Baleine blanche (série télévisée) : Boris
- 1988 : La Louve, de José Giovanni : le vieux pêcheur
- 1989 : Maria Vandamme (feuilleton TV) : Baleine
- 1989 : Haute tension - épisode : Retour à Malaveil (série télévisée) : Coco
- 1990 : L'Ami Giono : Onorato, téléfilm de Marcel Bluwal : Charles-Auguste
- 1992 : Soleil d'automne, téléfilm de Jacques Ertaud : Maxime
- 1993 : Le Château des Oliviers - saison 1 épisodes 1.2.5.6.7.8 (feuilleton TV) : Antonin Fourcade
- 1993 : Le Siècle des Lumières de Humberto Solás (feuilleton TV)
- 1995 : Farinet, héros et hors-la-loi, téléfilm de Yvan Butler : Campanna
- 1996 : Le Juste - épisode Sonate pour Juliette (série télévisée) : Eugène
- 1997 : Le Cri du corbeau, téléfilm de Serge Meynard : Maxime

## Théâtre
- 1960 : La Nuit du 9 mars de Jack Roffey et Gordon Harbord, adaptation Roger Féral, mise en scène Henri Soubeyran, théâtre des Ambassadeurs - à vérifier
- 1967 : Marius de Marcel Pagnol, mise en scène de René Sarvil, théâtre des Ambassadeurs - Tournées Herbert-Karsenty
- 1968 : Marius de Marcel Pagnol, mise en scène de René Sarvil, théâtre de la Porte-Saint-Martin - Tournées Herbert-Karsenty
- 1968 : Fanny de Marcel Pagnol, mise en scène d'Henri Vilbert, théâtre des Célestins  - Tournées Herbert-Karsenty
- 1969 : Fanny de Marcel Pagnol, mise en scène d'Henri Vilbert, théâtre de la Porte Saint-Martin - Tournées Herbert-Karsenty
- 1969 : La Nuit du 9 mars, théâtre Marigny : sergent Gillman
- 1970 : Douze hommes en colère de Reginald Rose, mise en scène de Michel Vitold, théâtre Marigny - Tournées Herbert-Karsenty
- Les rencontres du Palais Royal, théâtre du Palais-Royal
- À toi de jouer, L'Européen
- Marie Octobre, théâtre en rond
- La Sortie de l'acteur, théâtre du Tertre
- Un mois à la campagne, théâtre de l'atelier - Tournées Herbert-Karsenty

### Tournées en Russie
- Un mois à la campagne
- L'Antigone de Jean Anouilh
- Le Mariage de Figaro
- L'Enterrement

### Compagnie théâtrale Jean Franval
- Marius
- Fanny
- César
- La Femme du boulanger
- La Fille du puisatier
- Angèle
- Naïs
- Manon des sources
- Joffroy
- Les Lettres de mon moulin
- L'Artésienne
- Regain
- La Véritable Histoire de tartarin
- Les Lettres de mon pigeonnier

## Opérette
- 1974 : Valses de Vienne, musique Johann Strauss I et Johann Strauss II, mise en scène Maurice Lehmann, théâtre du Châtelet
- Chanson gitanes (Gaité Lyrique)
- Andalousie (Gaité Lyrique)
- Perles du Bengale (Cirque d'hiver)